# 祖农·太也夫
祖农·太也夫（俄语：Зунун Таипович Таипов，1919年—1988年），塔塔尔族，新疆伊宁人，俄籍人士，中国人民解放军将领、中国人民解放军开国少将。

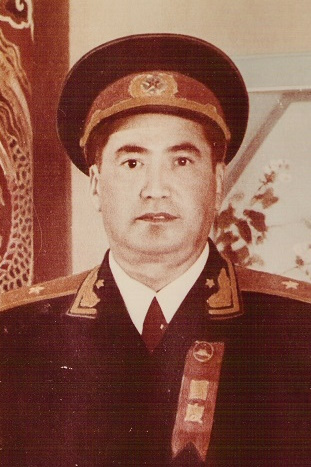

## 生平
1944年，新疆伊犁、塔城、阿勒泰地区爆发“三区革命”。1945年7月，在伊宁以暴动队伍组成的游击队指挥部为基础，成立了民族军，祖农·太也夫担任副总指挥。1951年1月，民族军在伊宁改编为中国人民解放军第五军，祖农·太也夫未在第五军任职，曾任新疆军区副参谋长。1955年，获授中国人民解放军少将军衔。
1961年，经中央军委批准，和马尔果夫·伊斯哈科夫少将离开中国前往苏联。
1988年，在阿拉木图逝世，享年69岁。